# Petrunkevitchiana oculata
 (mai 2021).
Petrunkevitchiana, Phalangium oculatum
Genre
Espèce
Synonymes
- Phalangium oculatum Petrunkevitch, 1922

Petrunkevitchiana oculata, unique représentant du genre Petrunkevitchiana, est une espèce fossile d'opilions eupnois.

## Distribution
Cette espèce a été découverte dans la formation Florissant au Colorado aux États-Unis. Elle date du Paléogène.

## Étymologie
Ce genre est nommé en l'honneur d'Alexander Ivanovitch Petrunkevitch.

## Publications originales
- Petrunkevitch, 1922 : « Tertiary spiders and opilionids of North America. » Transactions of the Connecticut Academy of Arts and Sciences, vol. 25, p. 211–279.
- Mello-Leitão, 1937 : « Distribution et Phylogénie des Faucheurs Sud-Américains. Comptes Rendus du XIIe Congrès Internacional de Zoologie (Lisboa, 15–21 Sept. 1935). » Arquivos do Museu Bocage, vol. 6, p. 1217–1228.